# Anita Shreve
Anita Shreve (ur. 7 października 1946 w Bostonie, zm. 29 marca 2018 w Newfields) – amerykańska pisarka.

## Życiorys
Urodziła się w Bostonie. Wychowała w Dedham w stanie Massachusetts. Studiowała na Tufts University, gdzie otrzymała dyplom anglistyki. Pracowała w zawodzie nauczycielki i dziennikarki. Była reporterką w Nairobi w Kenii. Współpracowała z pismami Quest, US i Newsweek. Potem prowadziła również kursy kreatywnego pisania (creative writing). Napisała około dwudziestu książek, w większości powieści, które okazały się bestsellerami. Zmarła (jak podał jej wydawca Alfred A. Knopf) po chorobie nowotworowej w swoim domu w Newfields.

## Twórczość
Jako powieściopisarka debiutowała w 1989 książką Eden Close. Wydała między innymi The Weight of Water (Ciężar wody) i Resistance (Ruch oporu). Jej ostatnią książką była powieść The Stars are Fire.
Duży wpływ na popularność książek Anity Shreve miała Oprah Winfrey, która w 1999 wybrała The Pilot's Wife do swojego klubu książki.

## Nagrody
W 1976 r. otrzymała Nagrodę O. Henry’ego. Była nominowana do Orange Prize.

## Odbiór w Polsce
W Polsce ukazały się książki Druga miłość, Historia pewnego lata, Na ratunek, Ostatni raz, Trudne decyzje, Przekleństwa miłości, Skradziony czas, Trudna miłość, Ostatni raz, Wyznania, Ciężar wody, Żona pilota, Jedyne, czego pragnął, Światło na śniegu, Pasje tajemne, Szkiełka na piasku. Były one wydawane przez oficyny Prószyński i S-ka, Książnica, Świat Książki, Da Capo i Wydawnictwo Dolnośląskie.

## Ekranizacje
Powieści Ciężar wody i Ruch oporu zostały sfilmowane. Pierwszą z nich wyreżyserowała w 2000 Kathryn Bigelow, obsadzając w rolach głównych Seana Penna, Sarah Polley i Elizabeth Hurley. Drugą z nich przeniósł na ekran w 2003 Todd Komarnicki, angażując Julię Ormond.